# Калтаси (Калтасинський район)
Калтаси́ (рос. Калтасы, башк. Ҡалтасы) — село, центр Калтасинського району Башкортостану, Росія. Адміністративний центр Калтасинської сільської ради.
Населення — 4418 осіб (2010; 4445 у 2002).
Національний склад:
- татари — 26 %